# جورج غوثير (مدرب كرة سلة)
جورج غوثير (بالإنجليزية: George Gauthier)‏ هو مدرب كرة سلة أمريكي، ولد في 3 فبراير 1890، وتوفي في 11 أغسطس 1964.

## وصلات خارجية
- جورج غوثير على موقع كلية كرة السلة في سبورتس رفرنس.كوم (الإنجليزية)